# Perpetual Motion
Perpetual Motion ist ein Jazzalbum von Satoko Fujii und Otomo Yoshihide. Die im Januar 2022 in Tokyo entstandenen Aufnahmen erschienen am 9. Februar 2023 auf Ayler Records.

## Hintergrund
Das Konzert fand im Rahmen des jährlichen Musikmarathons statt, den Fujii und der Trompeter und Komponist Natsuki Tamura jedes Jahr im Januar im Pit Inn, einem der renommiertesten Jazzclubs Tokios, kuratieren. Im Laufe mehrerer Auftritte im Club präsentierten sie verschiedene neue und laufende Projekte. Perpetual Motion ist die erste gemeinsame Aufnahme der Pianistin Satoko Fujii mit dem ein Jahr jüngeren Gitarristen Otomo Yoshihide. Fujii meinte zu der Begegnung: „Es war kaum zu glauben, dass ich vor diesem Album nicht mit Otomo gespielt hatte“, sagte Fujii. „Natürlich kannten wir uns und sprachen miteinander, wann immer wir uns trafen. Ich bin ein Fan seiner Musik, also kam mir letztes Jahr die Idee, ihn einzuladen, um ein Duett mit mir zu spielen. Er ist sehr beschäftigt, hatte aber zum Glück nZeit.“

## Titelliste
- Satoko Fujii & Otomo Yoshihide: Perpetual Motion (Ayler Records)[2]

1. Perpetual Motion I
2. Perpetual Motion II
3. Perpetual Motion III
4. Perpetual Motion IV

Die Kompositionen stammen von Satoko Fujii und Otomo Yoshihide.

## Rezeption

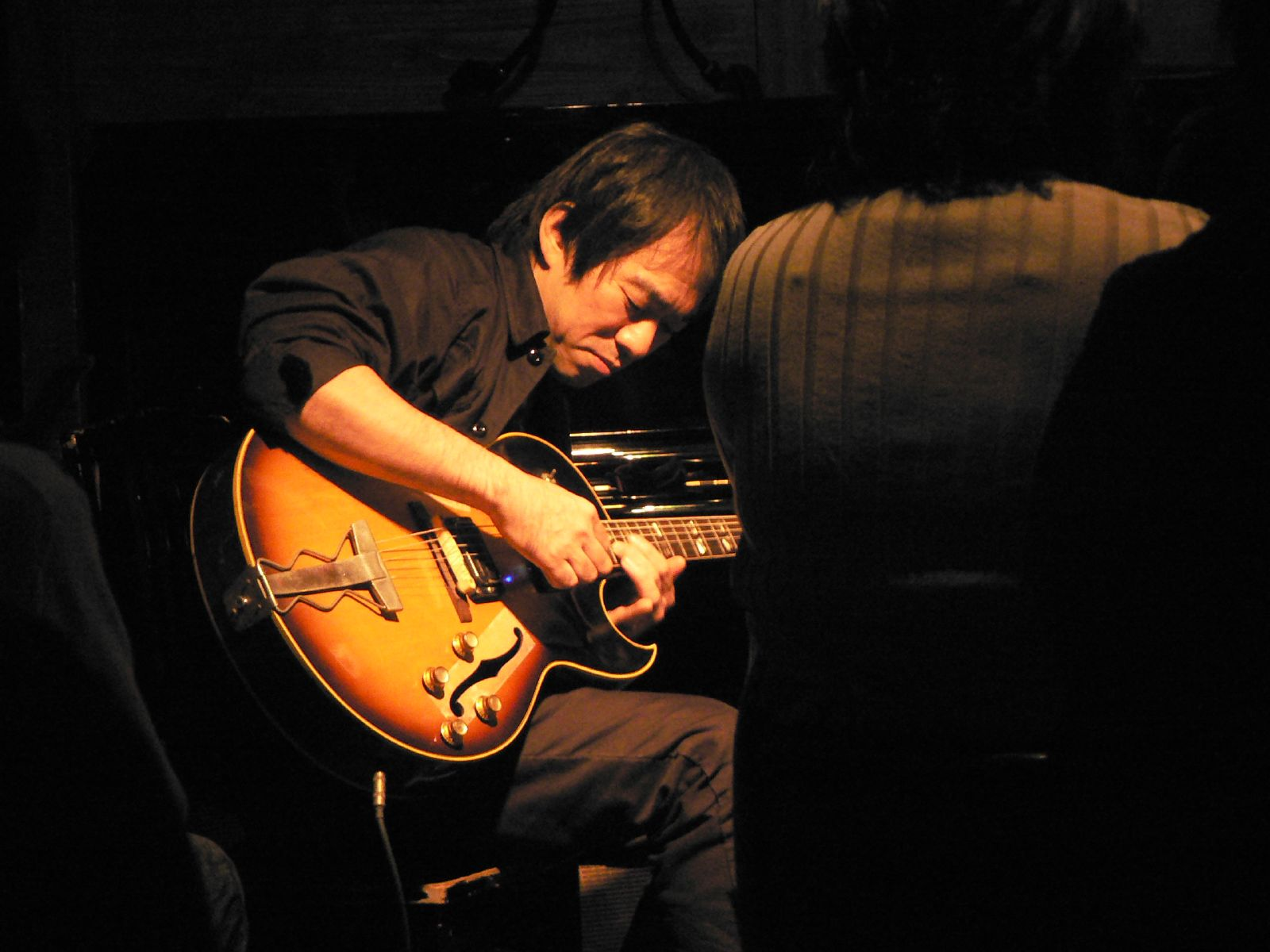
Ōtomo Yoshihide

Wie John Sax in seinen einleitenden Bemerkungen zu Recht fragt: «Hat dieses Lied einen Anfang oder ein Ende?» sei dies „alles, was wir haben, was zwischen diesen beiden Momenten passiert, die etwas mehr als 47 Minuten voneinander entfernt sind“, schrieb António Branco (Jazz.pt). Um die Bewegungen [zwischen diesen Momenten] zu garantieren, würden die beiden Musiker einen intensiven und telepathisch anmutenden Dialog führen. Wenn einer einen Weg vorschlägt, erkunde ihn der andere, auch wenn er bald seinen Kurs ändere. Auf Yoshihides Verzerrungen würde Fujii mit der Kraft des Klaviers antworten; die lauten Abstraktionen werden durch das dichte Klavierspiel konterkariert. Die Klangmasse sei so umfassend, dass es manchmal praktisch unmöglich werde, zu unterscheiden, wer was tue. Perpetual Motion sei „eine Klangreise ohne Zeit und Raum“, die die erhabene Fähigkeit besitze, „uns auf das zu reduzieren, was wir wirklich sind“.
Mit jahrzehntelanger Erfahrung und ausgereiften Stilen würden Fujii und Otomo selbstbewusst an ihre erste Begegnung herangehen und die volle Kraft ihrer unverwechselbaren Persönlichkeiten in die Musik einbringen, hieß es im Blog Different Noises. Mit zwei so vielseitigen Musikern, die zusammen kreieren, sei die Musik breit gefächert, kompromisslos und voller Überraschungen. Obwohl sie noch nie zuvor zusammen gespielt hatten, stimme die Chemie zwischen diesen beiden unerschrockenen Klanggestaltern sofort. Die Musik würde sich im Verlauf einer kontinuierlichen Improvisation aufbauen und sich in Wellen kräuseln. Aber unabhängig von der Lautstärke, Dichte oder Geschwindigkeit der Musik hörten Fujii und Otomo gegenseitig zu und reagierten aufeinander mit der gleichen Intensität, Detailtiefe und Vorstellungskraft. Es sei eine virtuose Darstellung von Subtilität und Kraft.
Perpetual Motion lande direkt im Lager der freien Improvisation, wobei beide Musiker erweiterte Techniken anwendeten, um unkonventionelle Klänge aus ihren Instrumenten zu extrahieren, schrieb Mike Borella (Avant Music News). Sie hätten es nicht eilig, irgendwohin zu gelangen, und ihre gemeinsamen Erkundungen würden viel Raum zwischen durchsetzungsfähigeren Passagen lassen. Fujiis Perkussivität gepaart mit Yoshihides Bending von verzerrten Noten sei auf so seltsame Weise „fesselnd wie einfach … seltsam“. Ein weiterer Aspekt sei, wie Fujii klassische Stile adaptiere, über die Yoshihide gezackte und abrupte Riffs und Speed-Picking liefere. An dieser musikalischen Front sei weder alles ruhig noch friedlich. Yoshihide neige dazu, sich in schräge Richtungen zu bewegen und seine Saiten zu ungewöhnlichen Akkorden und regelrechten Geräuschen zu verdrehen, während Fujii dies mit ausladenden Notenclustern überlagert. Die Dynamik sei exquisit und zeig eine Natur von „beide[n] Seiten der Medaille“ – aggressiv und pastoral, laut und leise, vertraut und rätselhaft.